# Personale della Pro Wrestling Noah
La Pro Wrestling Noah è una federazione di wrestling con sede in Giappone. Nella seguente lista sono presenti lottatori sotto contratto esclusivamente con la Noah, stranieri e freelancer. La Noah ha inoltre rapporti di partnership con la New Japan Pro-Wrestling, la Dragon Gate e la Pro Wrestling Zero1, e fa parte del progetto CyberFight con la DDT Pro-Wrestling.

## Roster

### Pesi Massimi

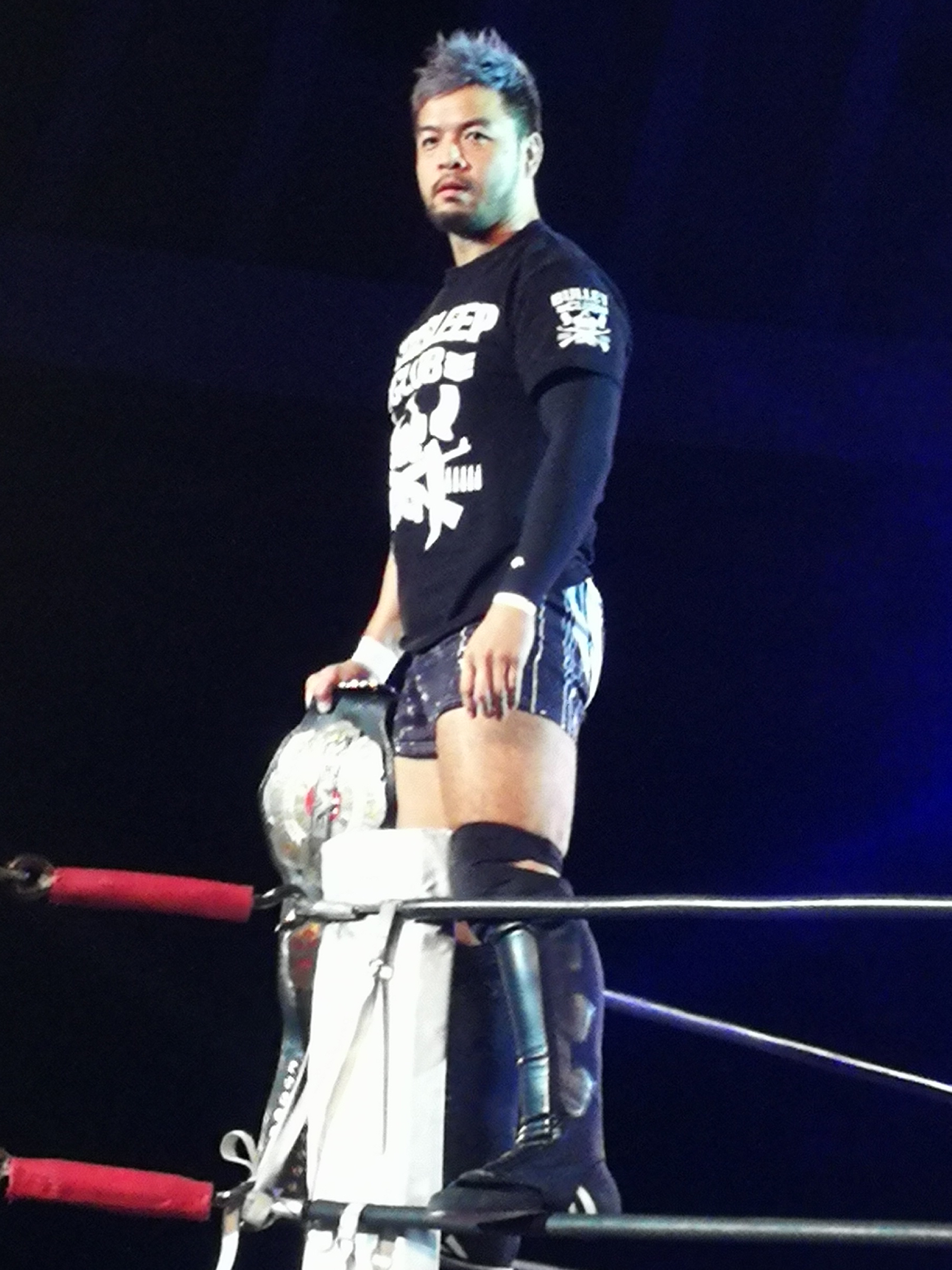
Kenta, GHC Heavyweight Champion

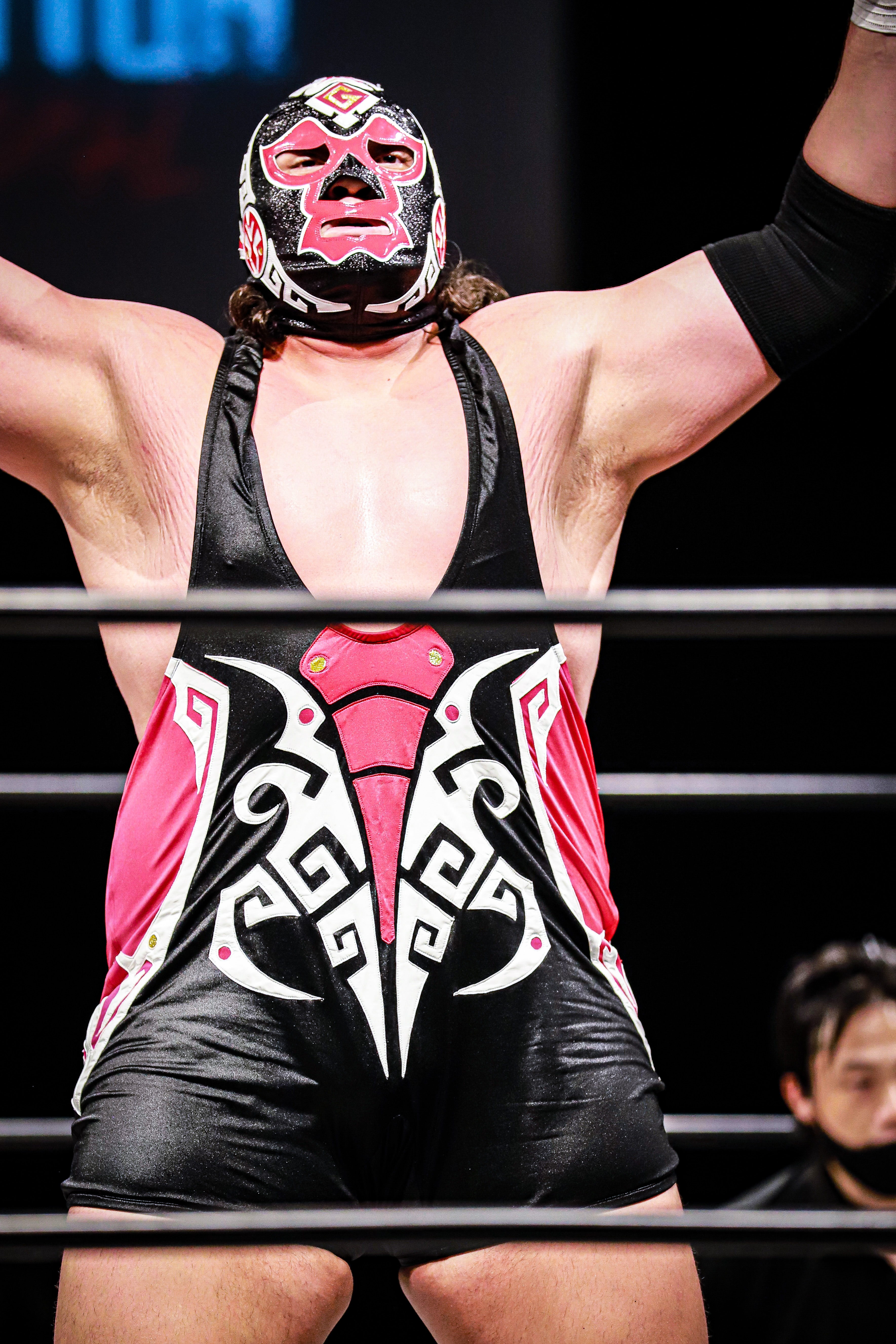
Galeno, GHC National Champion

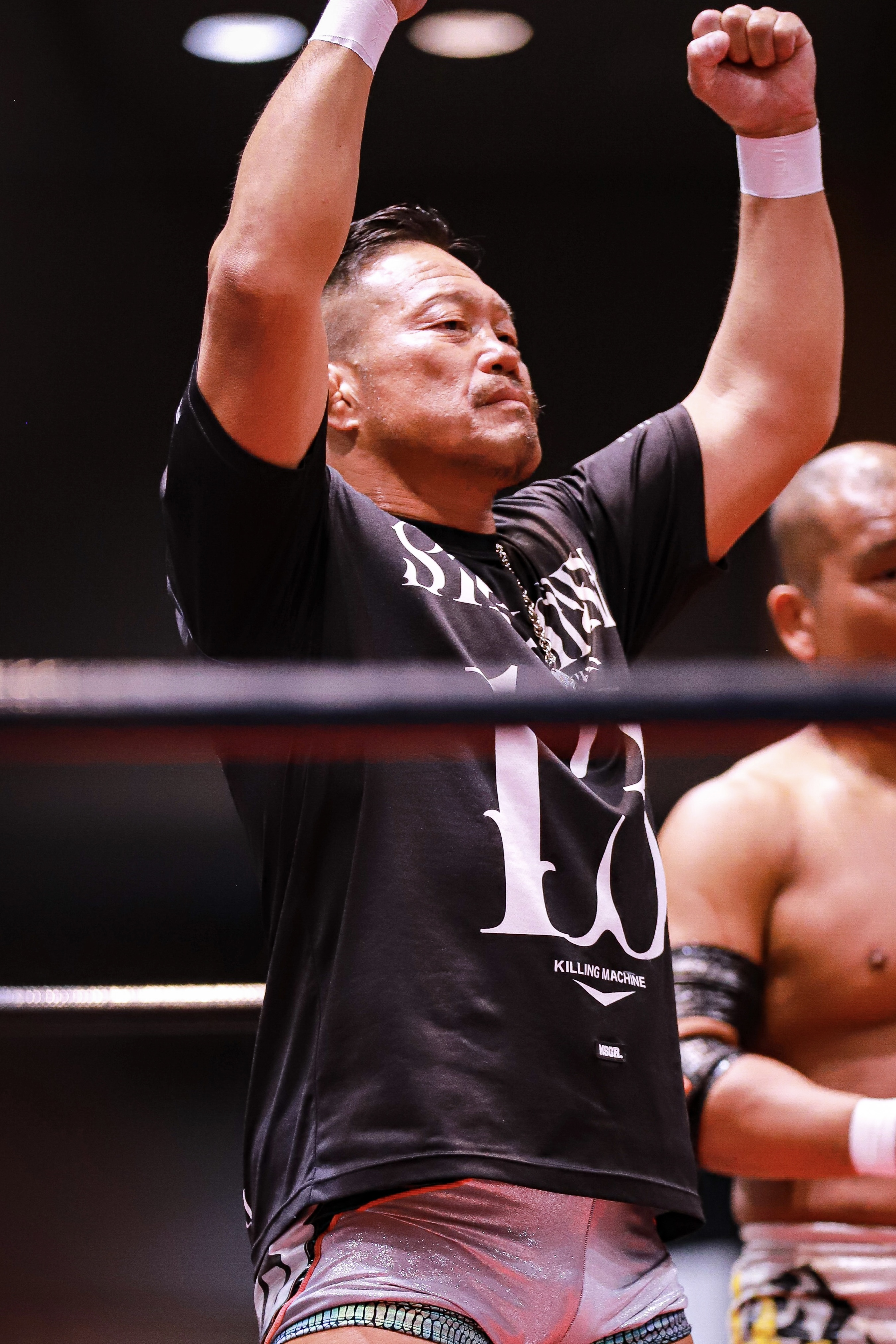
Takashi Sugiura, GHC Tag Team Champion

| Nome              | Nome reale         | Affiliazione       | Note                             |
| ----------------- | ------------------ | ------------------ | -------------------------------- |
| Daga              | Miguel Olivo       | Team 2000x         |                                  |
| Daiki Inaba       | Daiki Inaba        | Passionate Ratel's |                                  |
| Galeno            |                    | All Rebellion      | GHC National Champion            |
| Go Shiozaki       | Go Shiozaki        | Team Noah          | ZERO1 World Heavyweight Champion |
| Jack Morris       | Jack Morris        |                    |                                  |
| Kaito Kiyomiya    | Kaito Kiyomiya     | All Rebellion      |                                  |
| Kazuyuki Fujita   | Kazuyuki Fujita    | Main Unit          |                                  |
| Kenoh             | Daisuke Nakae      | Main Unit          |                                  |
| Kenta             | Kenta Kobayashi    | Main Unit          | GHC Heavyweight Champion         |
| Manabu Soya       | Manabu Soya        | Passionate Ratel's |                                  |
| Masa Kitamiya     | Mitsuhiro Kitamiya | Team 2000x         | GHC Tag Team Champion            |
| Muhammad Yone     | Satoshi Yoneyama   | Team Noah          |                                  |
| Naomichi Marufuji | Naomichi Marufuji  | Main Unit          |                                  |
| Ozawa             | Taishi Ozawa       | Team 2000x         |                                  |
| Saxon Huxley      | Ross Cooke         | Passionate Ratel's |                                  |
| Shuhei Taniguchi  | Shuhei Taniguchi   | Main Unit          |                                  |
| Takashi Sugiura   | Takashi Sugiura    | Team 2000x         | GHC Tag Team Champion            |
| Tetsuya Endo      | Tetsuya Endo       |                    |                                  |
| Ulka Sasaki       | Yuta Sasaki        | Main Unit          |                                  |
| Yoshiki Inamura   | Yoshiki Inamura    | Main Unit          |                                  |
| Yoshi Tatsu       | Naofumi Yamamoto   | Team 2000x         |                                  |

### Pesi Junior

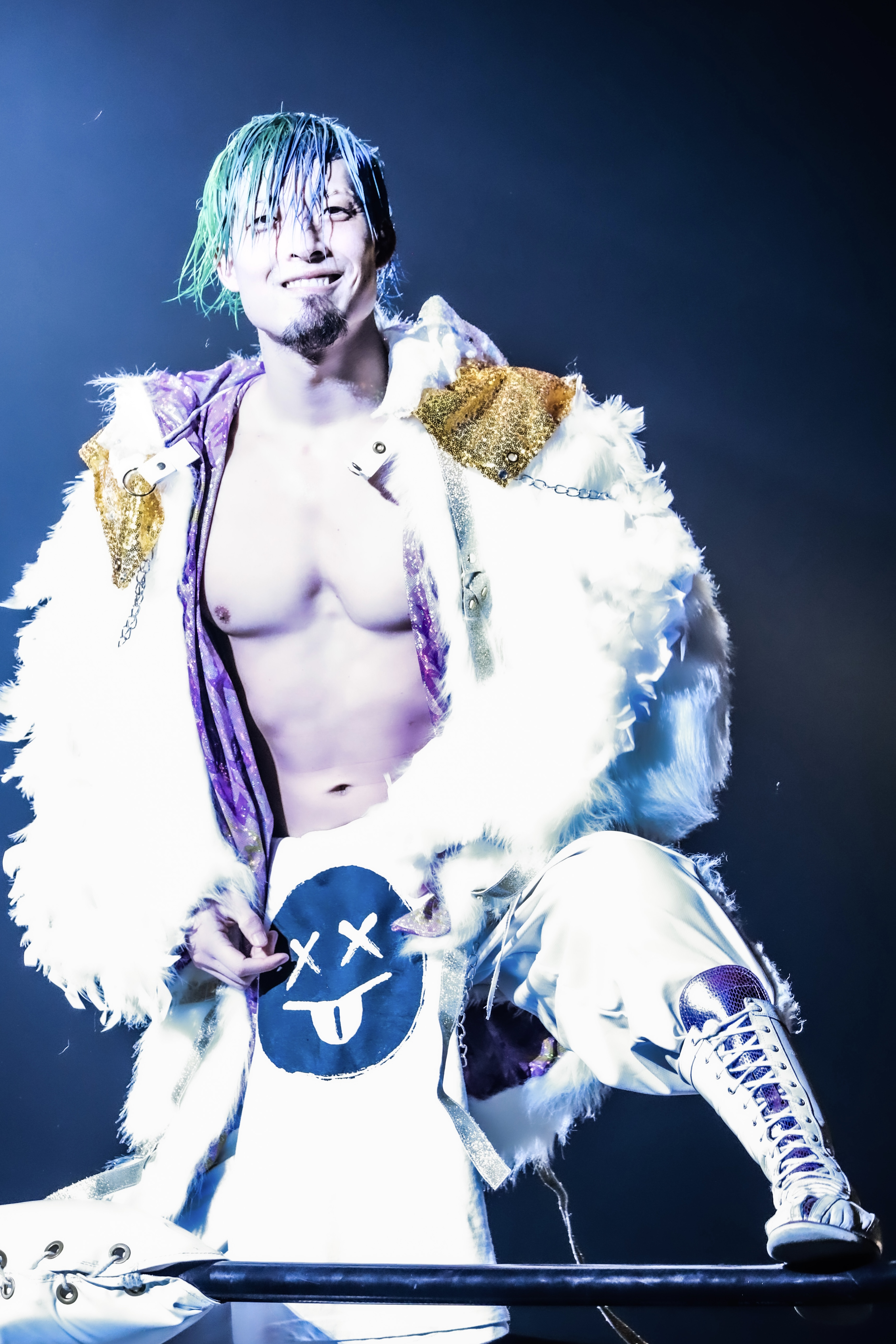
YO-HEY, GHC Junior Heavyweight Champion

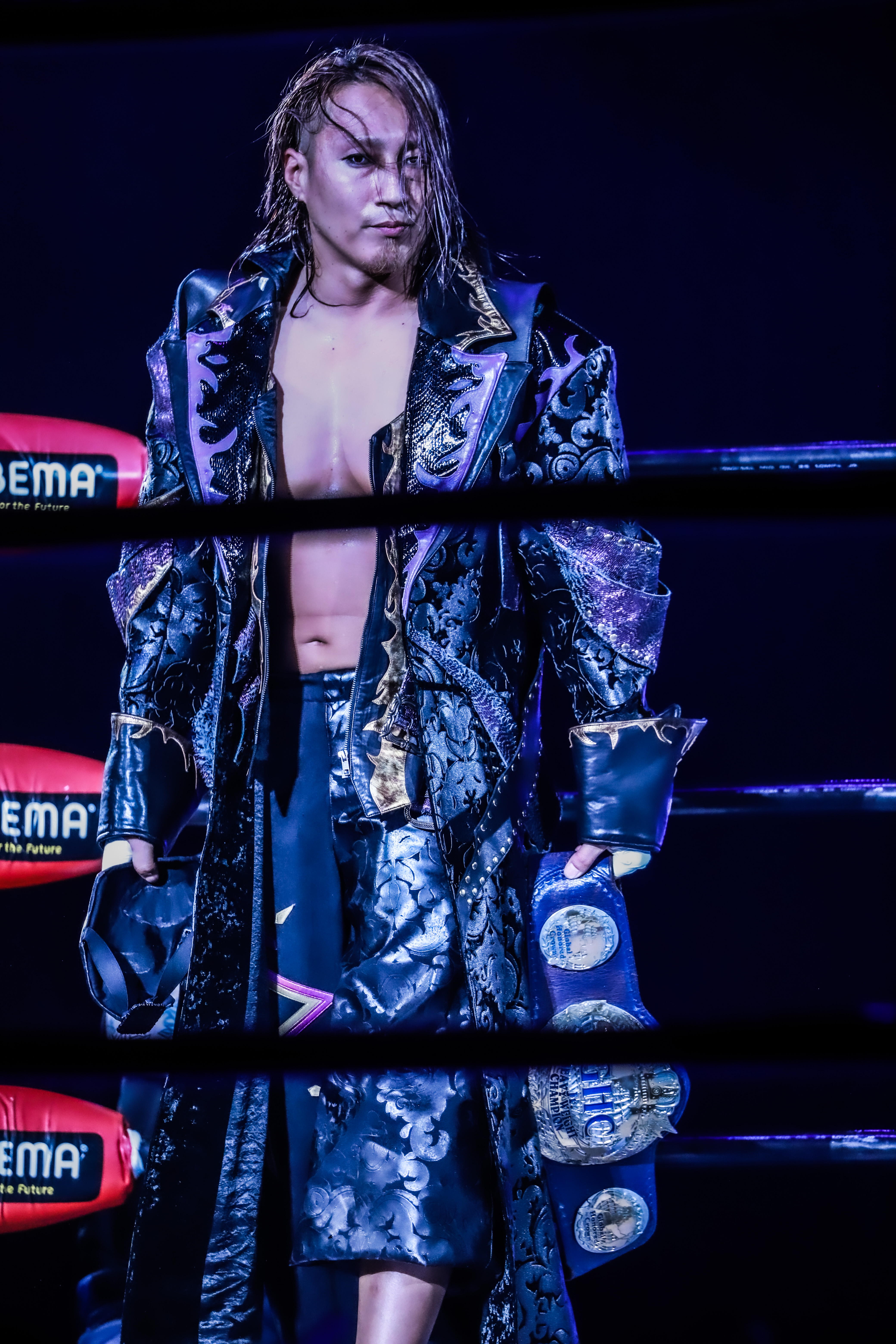
Hayata, GHC Hardcore Champion

| Nome           | Nome reale       | Affiliazione       | Note                                     |
| -------------- | ---------------- | ------------------ | ---------------------------------------- |
| Alejandro      | Kohei Fujimura   | All Rebellion      |                                          |
| Alpha Wolf     | Sconosciuto      |                    | GHC Junior Heavyweight Tag Team Champion |
| Amakusa        | Yuki Sato        | Main Unit          |                                          |
| Atsushi Kotoge | Atsushi Kotoge   | Team Noah          |                                          |
| Dragon Bane    | Sconosciuto      |                    | GHC Junior Heavyweight Tag Team Champion |
| Daiki Odashima | Daiki Odashima   |                    |                                          |
| Eita           | Eita Kobayashi   | Main Unit          |                                          |
| Hajime Ohara   | Hajime Ohara     | Team Noah          |                                          |
| Harutoki       |                  | All Rebellion      |                                          |
| HAYATA         | Yohei Hayata     | Passionate Ratel's | GHC Hardcore Champion                    |
| Hi69           | Hiroki Tanabe    | Team Noah          |                                          |
| Junta Miyawaki | Junta Miyawaki   | Main Unit          |                                          |
| Kai Fujimura   | Kai Fujimura     | All Rebellion      |                                          |
| Owadasan       | Yu Owada         | Team 2000x         |                                          |
| Shuji Kondo    | Shuji Kondo      | Main Unit          |                                          |
| Super Crazy    | Francisco Islas  |                    |                                          |
| Tadasuke       | Tadasuke Yoshida | Team 2000x         |                                          |
| YO-HEY         | Yohey Fujita     | Passionate Ratel's | GHC Junior Heavyweight Champion          |
| Yuto Kikuchi   | Yuto Kikuchi     | Passionate Ratel's |                                          |

## Dirigenza
| Nome            | Ruolo          |
| --------------- | -------------- |
| Akito Nishigaki | Vicepresidente |
| Akira Taue      | Advisor        |
| Daisuke Ito     | Direttore      |
| Nosawa Rongai   | Capo creativo  |
| Sanshiro Takagi | Presidente     |
| Yosuke Fuwa     | Direttore      |